# Araneus bicentenarius
Araneus bicentenarius là một loài nhện trong họ Araneidae.
Loài này thuộc chi Araneus. Araneus bicentenarius được Henry Christopher McCooki miêu tả năm 1888.